# ناو کلاس کونیگسبرگ (۱۹۰۵)
کروزر کلاس کانگیسبرگ (۱۹۰۵) (به انگلیسی: Königsberg-class cruiser (1905)) یک کلاس از کشتی است که طول آن ۱۱۵٫۳ متر (۳۷۸ فوت) می‌باشد.